# Код Миллера
Код Миллера (иногда называют трёхчастотным) — один из способов линейного кодирования (физического кодирования, канального кодирования, импульсно-кодовая модуляция, манипуляция сигнала). Применяется для передачи информации, представленной в цифровом виде от передатчика к приёмнику (например по последовательному интерфейсу, оптоволокну). Код, формируемый согласно правилу кода Миллера, является двухуровневым (сигнал может принимать два потенциальных значения, например: высокий и низкий уровень напряжения) кодом, в котором каждый информационный бит кодируется комбинацией из двух значений потенциала, всего таких комбинаций 4 {00, 01, 10, 11}, а переходы из одного состояния в другое описываются графом. При непрерывном поступлении логических «нулей» или «единиц» на кодирующее устройство переключение полярности происходит с интервалом T, а переход от передачи «единиц» к передаче «нулей» с интервалом 1,5T. При поступлении на кодирующее устройство последовательности 101 возникает интервал 2Т, по этой причине данный метод кодирования называют трёхчастотным. Переход с одного уровня на другой обеспечивает процесс синхронизации передатчика с приёмником, в данном способе передачи осуществляется переключение с одного уровня на другой с минимальной частотой 2Т, что обеспечивает синхронизацию передатчика с приёмником.

## Преимущества
- Высокая эффективность
- Способность к самосинхронизации
- Полоса пропускания кода Миллера вдвое меньше полосы пропускания в сравнении с манчестерским кодированием

## Недостатки
- Присутствие постоянной составляющей, при этом достаточно велик и низкочастотный компонент, что преодолено в модифицированном коде Миллера в квадрате[6].

## Пример

### Пример №1
- На вход передатчика поступает двоичная последовательность: 11100011011
- Тактовый сигнал должен быть выше частоты поступающей последовательностей в два раза, поскольку каждый бит поступающей последовательности кодируется двумя битами
- 1 кодируется комбинацией 01
- следующая комбинация должна формироваться исходя из следующего входящего символа, он равен 1, следовательно по графу, попадаем в комбинацию 10
- следующая комбинация должна формироваться исходя из следующего входящего символа, он равен 1, следовательно по графу, попадаем в комбинацию 01
- следующая комбинация должна формироваться исходя из следующего входящего символа, он равен 0, следовательно по графу, попадаем в комбинацию 11
- следующая комбинация должна формироваться исходя из следующего входящего символа, он равен 0, следовательно по графу, попадаем в комбинацию 00
- следующая комбинация должна формироваться исходя из следующего входящего символа, он равен 0, следовательно по графу, попадаем в комбинацию 11
- следующая комбинация должна формироваться исходя из следующего входящего символа, он равен 1, следовательно по графу, попадаем в комбинацию 10
- следующая комбинация должна формироваться исходя из следующего входящего символа, он равен 1, следовательно по графу, попадаем в комбинацию 01
- следующая комбинация должна формироваться исходя из следующего входящего символа, он равен 0, следовательно по графу, попадаем в комбинацию 11
- следующая комбинация должна формироваться исходя из следующего входящего символа, он равен 1, следовательно по графу, попадаем в комбинацию 10
- следующая комбинация должна формироваться исходя из следующего входящего символа, он равен 1, следовательно по графу, попадаем в комбинацию 01

Следовательно, битовая последовательность поступающая на вход передатчика: 11100011011 закодируется последовательностью: 01 10 01 11 00 11 10 01 11 10 01
Спектр сигнал сформированный такой последовательностью будет иметь три различных полосы, соответствующие периоду Т, 1.5Т и 2Т

### Пример №2
На вход передатчика поступает двоичная последовательность: 00011011
Каждый бит входящей последовательности заменяется (смотрим на граф построения): 
- 0 на 00
- 0 на 11
- 0 на 00
- 1 на 01
- 1 на 10
- 0 на 00
- 1 на 01
- 1 на 10

Соответственно, код 00011011 заменяется на 00 11 00 01 10 00 01 10